# Werner Nachmann

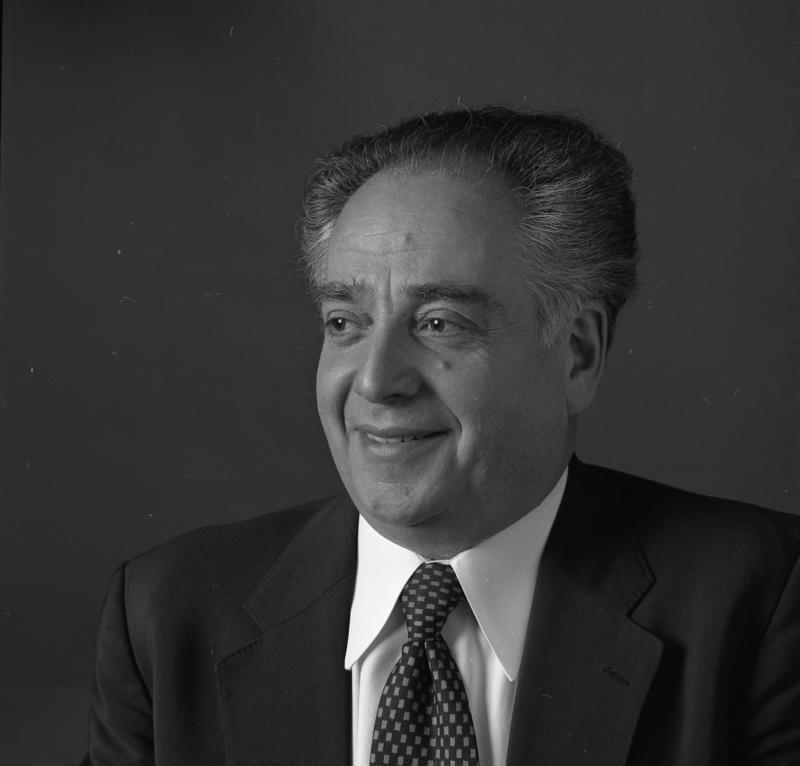
Werner Nachmann (1978)

Werner Nachmann (geboren am 12. August 1925 in Karlsruhe; gestorben am 21. Januar 1988 ebenda) war ein deutscher Unternehmer und Politiker (CDU). Von 1969 bis 1988 amtierte er als Vorsitzender des Zentralrats der Juden in Deutschland.

## Leben
Nachmann kam als Sohn des Karlsruher Kaufmanns Otto Nachmann und dessen Ehefrau Hertha Nachmann geborene Homburger (1900–1990) zur Welt. 1938 floh er mit der Familie nach Frankreich und kehrte als Offizier der französischen Armee 1945 nach Deutschland zurück. Er ließ sich wieder in Karlsruhe nieder, wo er die Firma der Familie, ein Altmetallunternehmen, wieder aufbaute und später die Leitung übernahm.
Von 1961 bis 1988 war er Vorsitzender der jüdischen Gemeinde in Karlsruhe und des Oberrates der Israeliten Badens. 1962 wurde er Mitglied im Zentralrat der Juden in Deutschland, 1965 wurde er ins Direktorium gewählt und von 1969 an hatte er den Vorsitz inne. Gleichzeitig wurde er 1965 zum ersten Präsidenten von Makkabi Deutschland gewählt. Er gilt als wichtiger Wegbereiter der Annäherung zwischen offiziellen Stellen der Bundesrepublik und jüdischen Organisationen. Für seine Arbeit wurde Nachmann zu Lebzeiten vielfach geehrt, aber auch aus eigenen Reihen besonders in den frühen siebziger Jahren scharf kritisiert, weil man seine Bemühungen um Aussöhnung als Mangel an Distanz gegenüber Deutschland wertete.
1972 gehörte Nachmann dem Organisationskomitee der Olympischen Spiele in München an. 1986 erhielt er den Theodor-Heuss-Preis für seine Verdienste um die „jüdisch-deutsche Aussöhnung und das friedliche Zusammenleben von Juden und Christen in der Bundesrepublik Deutschland“.

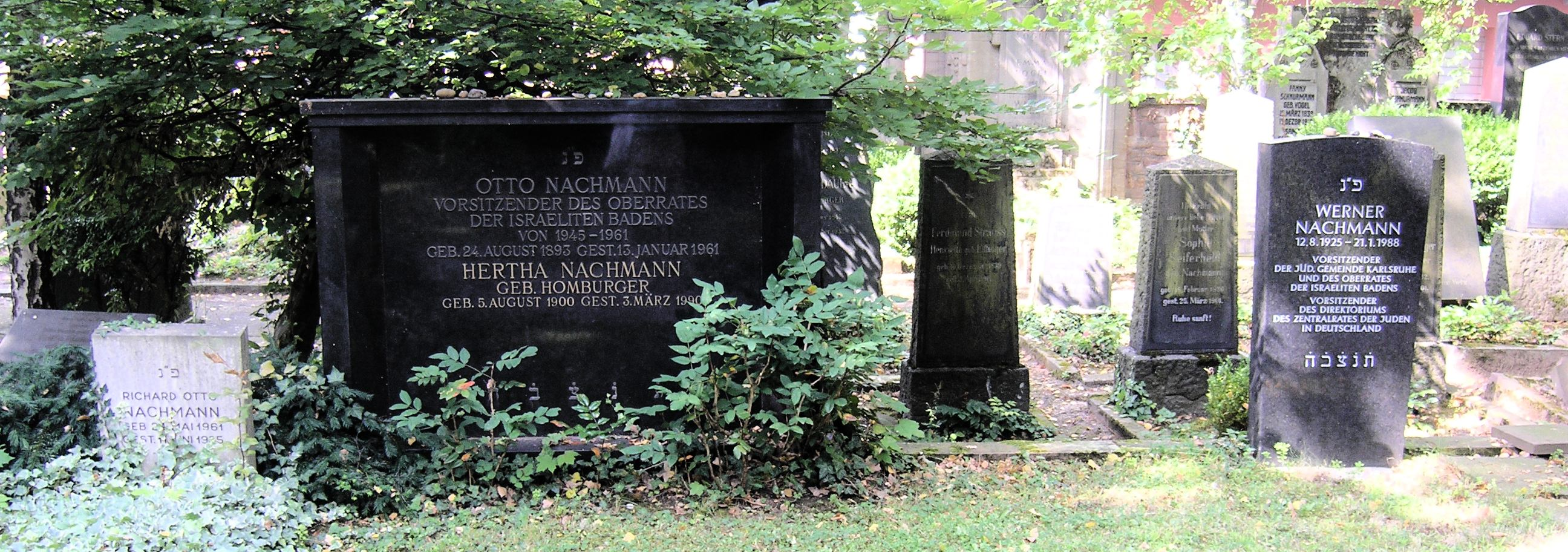
Gräber der Familie Nachmann auf dem Hauptfriedhof Karlsruhe

Nach seinem Tod im Jahre 1988 wurde bekannt, dass Nachmann in der Zeit von 1981 bis 1987 insgesamt über 29 Millionen DM (zunächst war von ca. 33 Millionen die Rede) an Zinserträgen von Wiedergutmachungsgeldern der Bundesregierung sowie Gemeindegeldern veruntreut hatte, von denen ungefähr drei Viertel auf Konten seiner insolventen Firmen wieder auftauchten. Nachmann galt persönlich als bescheidener Mann, besaß aber dubiose Geschäftsverbindungen und eine unkontrollierte Buchführung.
Der Verbleib der übrigen Gelder ist bis heute weitgehend ungeklärt, obwohl sich insbesondere Nachmanns Amtsnachfolger Heinz Galinski jahrelang intensiv um die Aufklärung der Angelegenheit bemühte. Nachmanns Witwe und Sohn reisten 1988 in die USA aus, was Spekulationen zum Verbleib der Gelder nährte.
2017 kam der Verdacht auf, Werner Nachmann sei ermordet worden und nicht, wie seinerzeit angenommen, aufgrund natürlicher Ursachen gestorben. Gegenüber Personen aus seinem Umfeld soll er in den Wochen vor seinem Tod geäußert haben, er werde vergiftet. Nach einer siebenmonatigen Prüfung entschied die Staatsanwaltschaft Stuttgart im März 2018, kein Ermittlungsverfahren einzuleiten, da sich keine ausreichenden Anhaltspunkte für eine Vergiftung ergeben hätten.

## Familie
Werner Nachmanns Witwe Aviva und sein damals 18-jähriger Sohn Marc blieben nach Nachmanns Tod in den Vereinigten Staaten. Marc Nachmann besuchte die Wesleyan University und ist seit 1994 für die Investmentbank Goldman Sachs tätig.

## Ehrungen
- 1975: Großes Verdienstkreuz der Bundesrepublik Deutschland
- 1980: Großes Verdienstkreuz mit Stern der Bundesrepublik Deutschland
- 1983: Großes Verdienstkreuz mit Stern und Schulterband der Bundesrepublik Deutschland